# Tōru Eguchi
Tōru Eguchi, né le 2 février 1948 et mort le 30 janvier 2019, est un physicien théorique japonais.

## Biographie
Eguchi a été professeur à l'université de Tokyo. 